# Voor-Oostenrijk

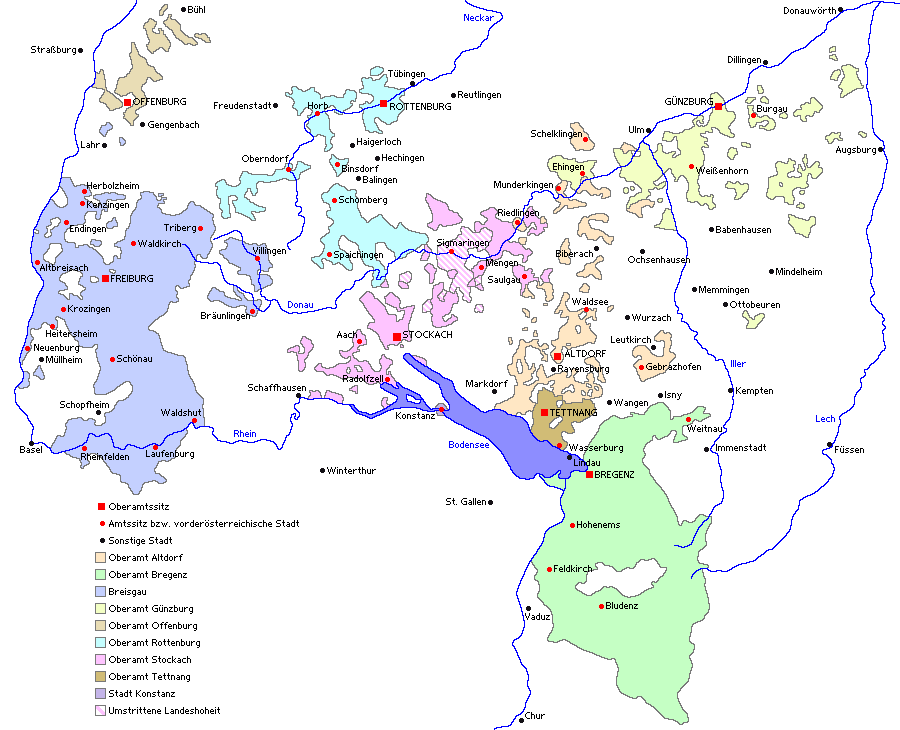
Kaart van Voor-Oostenrijk in 1780.

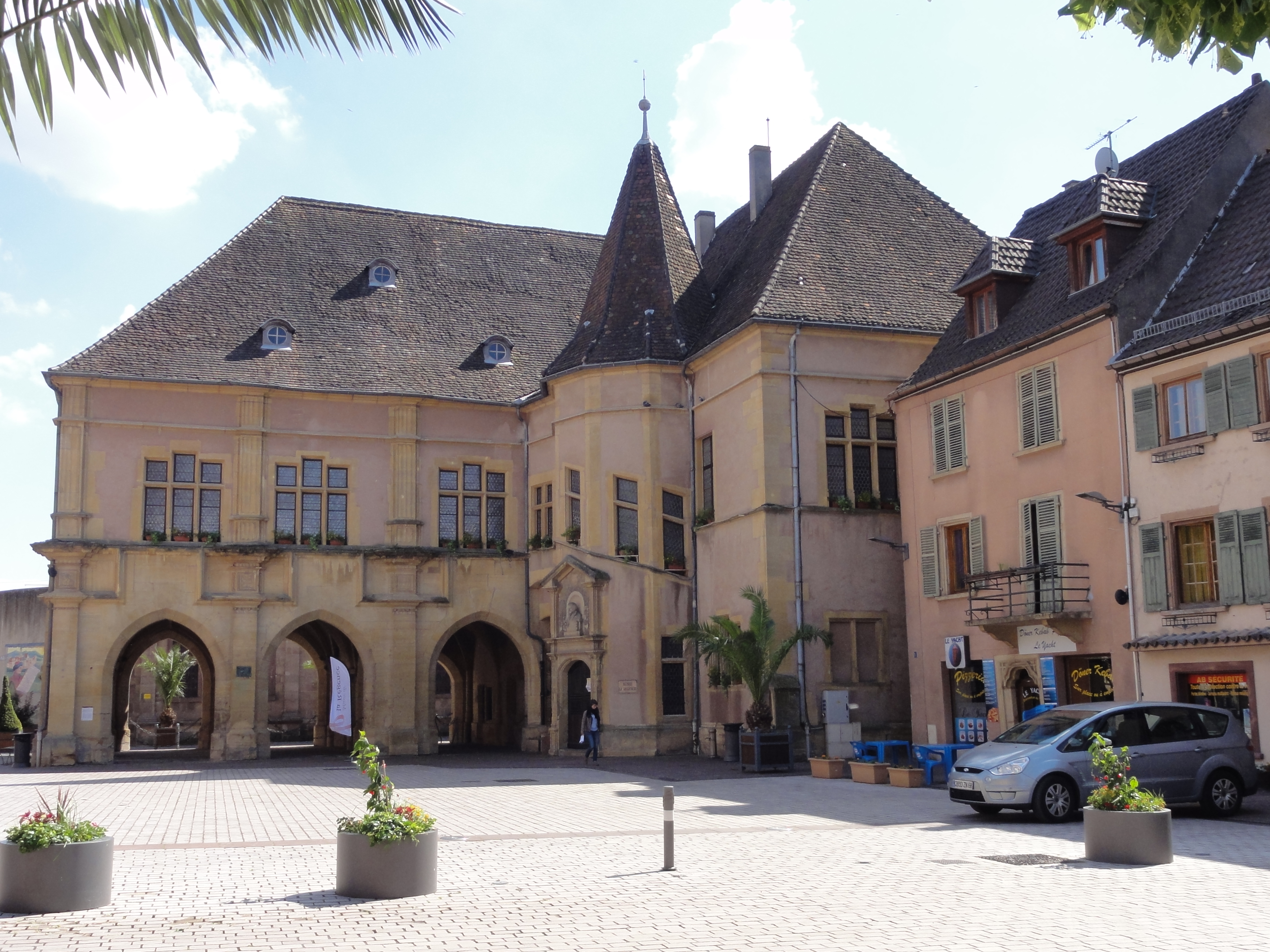
Het 16e-eeuwse Palais de la Régence in Ensisheim

Voor-Oostenrijk (Duits: Vorderösterreich of die Vorlande) was de benaming voor de oorspronkelijke gebieden van het huis Habsburg in Zwaben (Zwabisch Oostenrijk), de Elzas en Vorarlberg nadat de Habsburgers zich op Oostenrijk concentreerden. Soms wordt Tirol ook bij Voor-Oostenrijk ingedeeld.

## Geschiedenis
Door de nederlaag in de Slag bij Morgarten in 1315 en de Slag bij Sempach in 1386 ging het oorspronkelijke gebied van de Habsburgers aan de Zwitsers verloren. Zo bleven Zwaben, de zuidelijke Elzas en Breisgau over. Zij vormden het nieuwe kroonland Voor-Oostenrijk. De hoofdstad werd Ensisheim vlak bij Mülhausen im Elsaß (Mulhouse)]. In 1386 stelde Freiburg im Breisgau zich onder de heerschappij van de Habsburgers en werd zo ook onderdeel van Voor-Oostenrijk. Freiburg werd het geestelijke en culturele centrum van het gebied. In 1457 werd hier de tweede universiteit van de Habsburgers in Oostenrijk opgericht. Het archief was in het Zwitserse Baden gevestigd. Daarnaast waren er nog verstrooide bezittingen die een losse band met Voor-Oostenrijk hadden. Dit waren verschillende plaatsen in Boven-Zwaben. 
In paragraaf 73 van de Vrede van Münster van 1648 stond de keizer voor zich en het huis Oostenrijk aan Frankrijk af:
- de stad Breisach
- het landgraafschap Opper- en Neder-Elzas
- de landvoogdij over de tien in de Elzas gelegen rijkssteden
- alle andere dorpen en rechten, die samenhangen met de landvoogdij

Omdat de voormalige hoofdstad Ensisheim nu bij Frankrijk hoorde, werd in 1651 Freiburg de nieuwe hoofdstad van Voor-Oostenrijk.
Na de oorlogen tegen het Ottomaanse Rijk werden veel Duitstalige inwoners er toe overgehaald om zich in het zuidoosten van het Habsburgse rijk te vestigen, het huidige Roemenië. Deze worden daarom ook wel Donau-Zwaben genoemd.
Onder keizerin Maria Theresia en keizer Jozef II werden in de 18e eeuw de heerlijkheid Tettnang en Ortenau aan Voor-Oostenrijk toegevoegd.
In 1780 had Voor-Oostenrijk 400.000 inwoners. Vorarlberg werd toen daar nog bij geteld. Vanaf 1782 werd Vorarlberg vanuit Innsbruck geregeerd.
In 1799 moest Oostenrijk de gebieden ten zuiden van de Rijn afstaan. Fricktal werd een Frans protectoraat. In 1802 werd het een zelfstandig kanton van Zwitserland en in 1803 werd het een deel van Aargau. 
In paragraaf 1 van de Reichsdeputationshauptschluss van 25 februari 1803 stond Oostenrijk de Breisgau en de Ortenau af aan de hertog van Modena. 
In artikel 8 van de Vrede van Presburg van 26 december 1805 stond Oostenrijk de volgende gebieden van Voor-Oostenrijk af:
- aan het koninkrijk Beieren: het markgraafschap Burgau met onderhorigheden, de zeven heerlijkheden in Vorarlberg met hun enclaves, het graafschap Hohenems, het graafschap Königsegg-Rothenfels, de heerlijkheden Tettnang en Argen en de stad en het gebied van Lindau
- aan het koninkrijk Württemberg: de vijf Donausteden, te weten Ehingen, Munderkingen, Riedlingen, Mengen et Saulgau, met hun onderhorigheden, het Boven- en nedergraafschap Hohenberg, het landgraafschap Nellenburg en de landvoogdij Altdorf met hun onderhorigheden (met uitzondering van de stad Konstanz), het deel van de Breisgau dat als enclave ligt binnen de bezittingen van Württemberg en gelegen is ten oosten van de lijn Schlegelberg-Molbach, en de steden en gebieden van Villingen en Bräunlingen
- aan het keurvorstendom Baden: de Breisgau (met uitzondering van de enclave en de hierboven genoemde uitzonderingen, de Ortenau en de stad Konstanz.

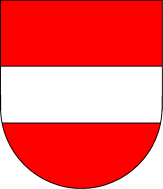
Wapen van Oostenrijk

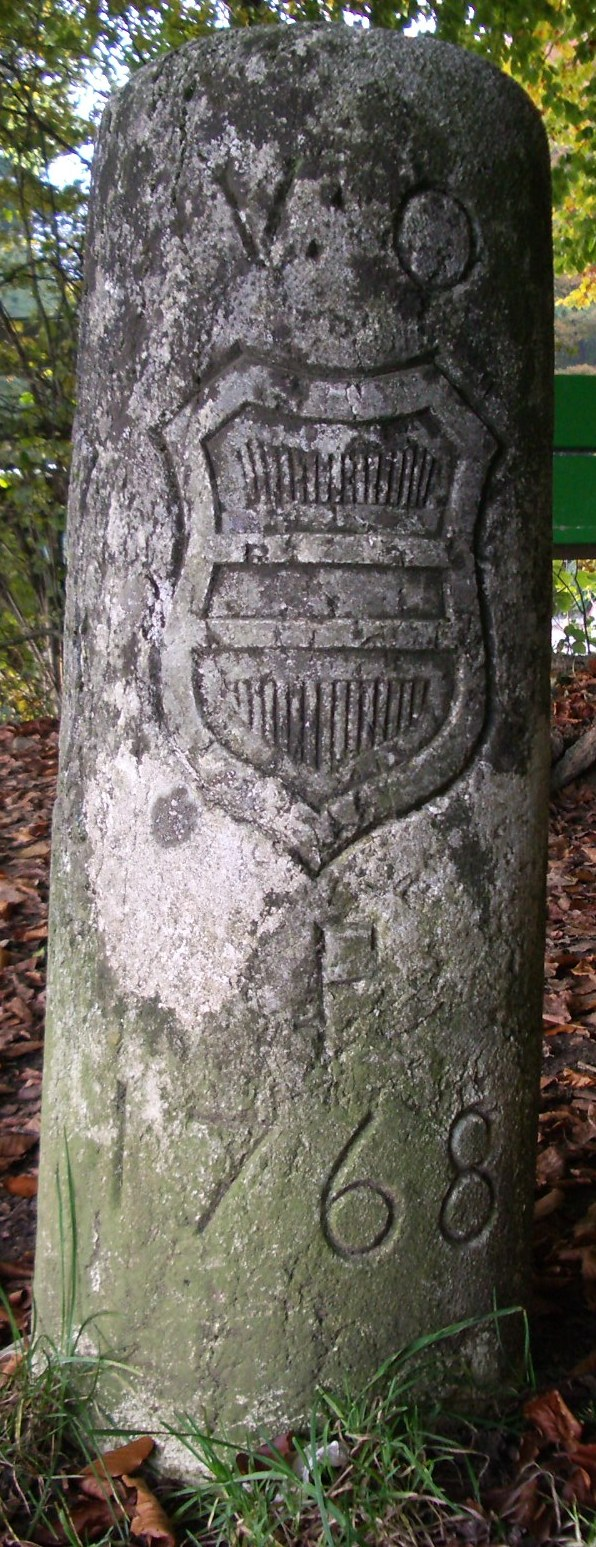
Stenen grenspaal van Voor-Oostenrijk uit 1768 in Salhöhe, Zwitserland

In 1815 overwoog Oostenrijk bij het Congres van Wenen om geen aanspraak op Salzburg te doen maar om in plaats daarvan Breisgau opnieuw te claimen. Dit zou de wensen van de bevolking die graag weer bij Oostenrijk wilde horen tegemoetkomen. Men was zelfs met een delegatie naar Wenen getrokken en hadden dit verzoek aan de Oostenrijkse keizer en aan de Russische tsaar overgebracht. Salzburg was echter praktischer omdat hierdoor de Oostenrijkse grens makkelijker te verdedigen was.

## Bestuurlijke indeling van Voor-Oostenrijk in 1790
- Breisgau (landgraafschap Breisgau): hoofdstad Freiburg im Breisgau - Herbolzheim en Triberg in het noorden tot Breisach, Krozingen en Waldshut tot Laufenburg en Rheinfelden ten zuiden van de Rijn tot en met het Fricktal en Villingen en Bräunlingen
- Oberamt Offenburg (rijkslandvoogdij Ortenau): Offenburg
- Oberamt Hohenberg (graafschap Hohenberg - gebieden aan de boven Neckar, Rottenburg am Neckar (Horb am Neckar, Oberndorf am Neckar) en westelijk Schwäbische Alb en Schömberg, Spaichingen)
- Oberamt Stockach (landgraafschap Nellenburg): gebieden ten noordwesten van de Bodensee, (Stockach, Radolfzell) en van Hegau (Aach) tot en met Donau (Mengen, Herrschaft Gutenstein, Saulgau, gebieden rondom Riedlingen)
- Oberamt Altdorf (rijkslandvoogdij Zwaben) - Weingarten gebieden ten noordoosten van de Bodenzee tot en met het Schussental (Waldsee) tot Ostalb (Schelklingen, de stad Riedlingen) en het gebied rondom Leutkirch im Allgäu (Gebrazhofen)
- Oberamt Tettnang (heerlijkheid Tettnang: een gesloten gebied aan de noordoever van de Bodenzee
- Oberamt Günzburg (markgraafschap Burgau), Weißenhorn, Burgau) en Ehingen
- de stad Konstanz

Hoewel niet gelegen in Voor-Oostenrijk wordt ook wel het volgende Oberamt tot Voor-Oostenrijk gerekend:
- Oberamt Winnweiler (graafschap Falkenstein - rondom Winnweiler alsook enkele plaatsen ten zuiden van Mainz).